# Žarko Belada
Žarko Belada (ur. 10 czerwca 1977 w Cetynii) – czarnogórski piłkarz grający na pozycji obrońcy.

## Sukcesy
- 2005/2006 Puchar Polski (Wisła Płock)
- 2006 Superpuchar Ekstraklasy (Wisła Płock)
- 2008/2009 I liga czarnogórska (Mogren Budva)